# Їржі Прохазка (драматург)
Іржі Прохазка (чеськ. Jiří Procházka; 20 квітня 1925, Пльзень — 19 травня 1993, Прага) — чеський прозаїк, драматург, сценарист.

## Біографія
Народився у сім'ї робітника. В 1945 брав участь у звільненні Пльзені від фашистів. З 1947 року працював помічником художнього музею. Після закінчення Вищої школи (1950) кілька місяців був драматургом на чехословацькій студії мультиплікації. Служив до армії (1950—1952), 1953 року став редактором армійського відділу Радіо Прага.
Потім до виходу на пенсію 1985 року працював на телебаченні на різних посадах: був головним художнім редактором програм (1957—1960), головним редактором випуску телефільмів (1960—1968), 1969 — заступник директора з художньої частини.
У 1986 році був серед 38 відомих письменників-співзасновників Міжнародної асоціації детективного та політичного роману. Був членом редакційної ради журналу «Детектив та політика».
Найбільш відомий як співавтор, головний драматург і редактор чехословацького детективного багатосерійного телевізійного художнього фільму «Тридцять випадків майора Земана», про офіцера Корпусу національної безпеки Яна Земана та його непримиренну та повну небезпеки боротьби проти ворогів соціалістичної Чехословаччини.